# Žíšov
Žíšov är en ort i Tjeckien.   Den ligger i regionen Södra Böhmen, i den centrala delen av landet, 100 km söder om huvudstaden Prag. Žíšov ligger 424 meter över havet och antalet invånare är 159.
Terrängen runt Žíšov är platt. Runt Žíšov är det glesbefolkat, med 19 invånare per kvadratkilometer. Närmaste större samhälle är Veselí nad Lužnicí, 1,8 km söder om Žíšov. Omgivningarna runt Žíšov är en mosaik av jordbruksmark och naturlig växtlighet.